# 霍氏細鬚魮
霍氏細鬚魮（学名：Leptobarbus hosii）为輻鰭魚綱鯉形目鲤科細鬚魮屬的其中一種，分布於亞洲婆羅洲北部，體長可達8.5公分，棲息在底層水域。

## 扩展阅读
維基物種上的相關：霍氏細鬚魮